# NGC 3961
NGC 3961 é uma galáxia espiral barrada (SBa) localizada na direcção da constelação de Draco. Possui uma declinação de +69° 19' 47" e uma ascensão recta de 11 horas, 54 minutos e 57,5 segundos.
A galáxia NGC 3961 foi descoberta em 7 de Abril de 1793 por William Herschel.